# Numancia (Aklan)
Pour les articles homonymes, voir Numancia.
Numancia (officiellement municipalité de Numancia : en aklanon Banwa it Numancia ; en hiligaïnon Banwa sang Numancia ; en tagalog : Bayan ng Numancia) est une municipalité de quatrième classe de la province d’Aklan, aux Philippines.
Lors du recensement de 2020, sa population s'élève à 35 693 habitants.

## Géographie
Numancia est l'une des dix-sept municipalités de la province d'Aklan, sur l'île de Panay, dans la région des Visayas occidentales au centre des Philippines. C'est une municipalité côtière, située à la pointe nord-ouest de l'île, en bordure de la Mer de Sibuyan, à 5 kilomètres de Kalibo, chef-lieu de la province.
D'une superficie totale de 28,84 kilomètres carrés, Nabas est divisée administrativement en 17 barangays (districts) :
- Albasan
- Aliputos
- Badio
- Bubog
- Bulwang
- Camanci Norte
- Camanci Sur
- Dongon East
- Dongon West
- Laguinbanua East
- Laguinbanua West
- Marianos
- Navitas
- Poblacion
- Pusiw
- Tabangka